# Torria
Torria (Tûria, in ligure) è una frazione di 100 abitanti del comune di Chiusanico, in provincia di Imperia. Distante 16 km da Imperia, raggiungibile attraverso la S.P. 29, che si immette sulla S.S. 28 del Col di Nava, è posta su un colle, in posizione ultra panoramica a 360°, a 437 m s.l.m.

## Storia

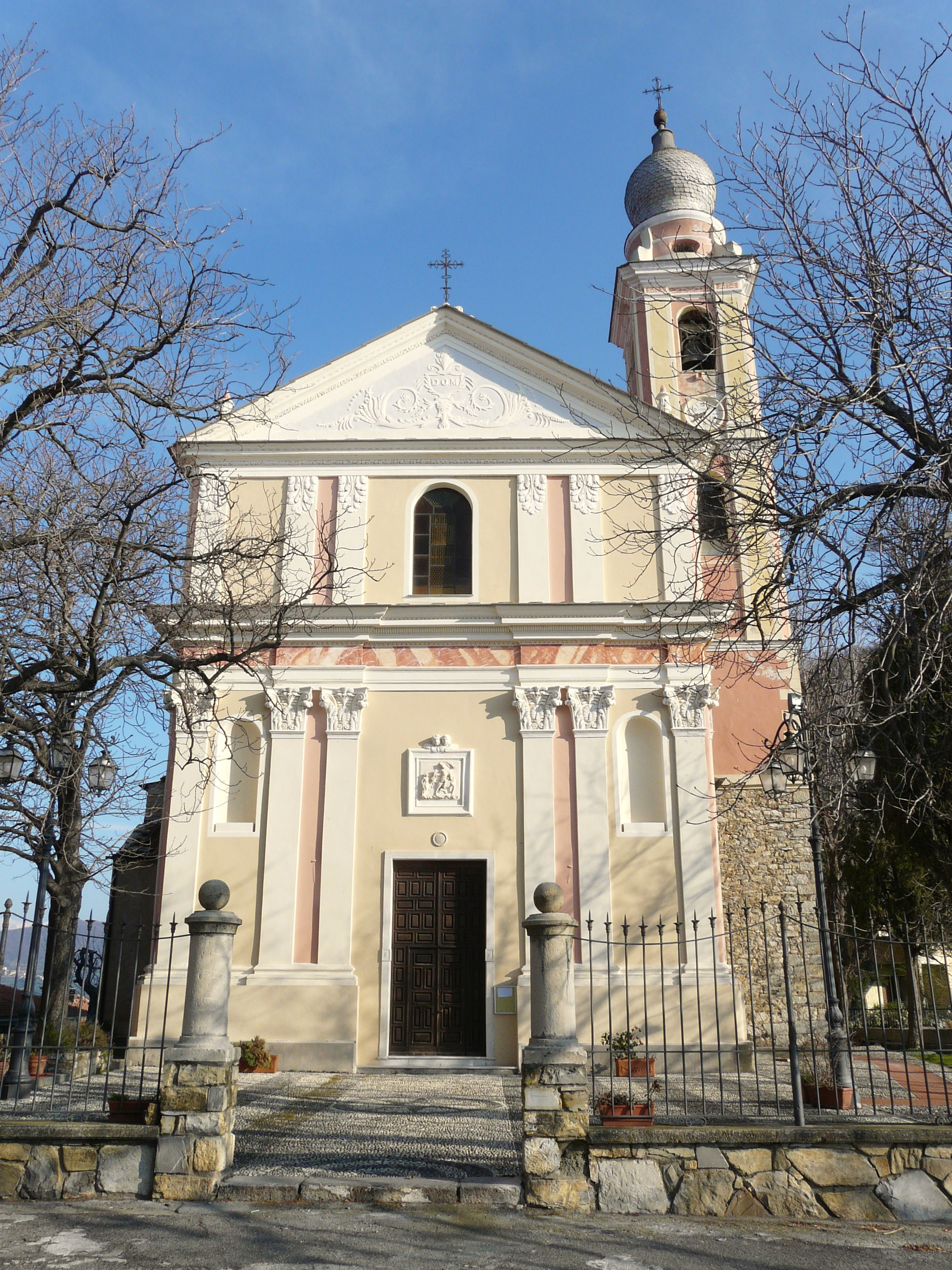
La locale chiesa parrocchiale di San Martino

In epoca medievale il territorio di Torria rientrò nella Marca Aleramica, successivamente nei possedimenti feudali dei marchesi di Clavesana e quindi tra le aree assoggettate alla diocesi di Albenga. Fu proprio durante la dominazione vescovile che il borgo di Torria fece parte della Castellanìa di Mont'Arosio avente la borgata chiusanichese di Castello quale sede principale.
Agli inizi del XVI secolo la proprietà della borgata passò ai conti Lascaris di Ventimiglia che inserirono questa parte del territorio chiusanichese nei possedimenti della valle del Maro. Nel corso del 1576 l'intera proprietà venne venduta al duca Emanuele Filiberto I di Savoia che inserì questa parte del territorio (infeudato alla famiglia Gandolfi) nel Principato di Oneglia correlato al Ducato di Savoia. Tale affiliazione allo stato sabaudo (ora Regno di Sardegna) perdurò sino all'inizio dell'Ottocento quando, con gli eventi napoleonici, la costituita municipalità di Torria confluì tra il 1801 e il 1803 nella Repubblica Ligure andando a costituire il VII cantone degli Ulivi nella Giurisdizione degli Ulivi. Nel 1804 alla municipalità di Torria fu unita la soppressa municipalità di Cesio.
Annesso al Primo Impero francese, dal 13 giugno 1805 al 1814 il territorio fu inserito nel Dipartimento di Montenotte sotto l'arrondissement di Porto Maurizio. Nuovamente inglobato nel Regno di Sardegna dal 1815, così come stabilito dal Congresso di Vienna del 1814/'15, e con Cesio nuovamente comune autonomo da Torria, confluì nel Regno d'Italia dal 1861. Fu in quel perìodo che Torria raggiunse la sua massima estensione demografica, con oltre 620 residenti ed arrivando 700 persone, contando chi vi abitava o lavorava e dormiva stabilmente, presso le famiglie più abbienti, o perché vi occupava la casa di famiglia, pur risiedendo ufficialmente altrove. Oltre a questi, va considerato che a quei tempi, come ovunque nell'entroterra, le famiglie possedevano, chi più chi meno, bestiame (buoi/ mucche/ muli/e, asini/e, pecore, capre, pollame, conigli) che alloggiavano nelle stalle, con relativi fienili sotto, a lato, o vicino alle abitazioni. Dal 1859 al 1927 il comune di Torria rientrò nel I mandamento di Borgomaro del circondario di Porto Maurizio, facente parte della provincia di Porto Maurizio e, con la sua costituzione, della successiva provincia di Imperia.
Nel 1928 il comune fu soppresso e aggregato a Chiusanico come frazione.

## Monumenti e luoghi d'interesse

### Architetture religiose
- Chiesa parrocchiale di San Martino. Il portale dell'edificio è risalente al 1472 e di pregio il bassorilievo datato 10 marzo 1477.
- Santuario della Madonna della Neve.
- Oratorio dei Disciplinanti della Santissima Annunziata.

## Cultura

### Eventi
- Festa patronale di San Martino, Vescovo di Tours, l'11 novembre.